# Hépatite A
Espèce
 Mise en garde médicale
L'hépatite A (anciennement connue sous le nom d'hépatite infectieuse) est une hépatite virale, une maladie infectieuse aiguë du foie causée par le virus de l'hépatite A. C'est une « maladie des mains sales » en raison de sa transmission manuportée. Chaque année, environ 10 millions de personnes sont infectées par le virus dans le monde. Le temps qui s’écoule entre l'infection et l'apparition des symptômes (période d'incubation) est de deux à six semaines et la durée moyenne d'incubation est de 28 jours.
Dans les pays émergents, et dans les régions où les conditions d'hygiène sont mauvaises, l’incidence de l'infection par le virus est proche de 100 % et la maladie est généralement contractée dans la petite enfance. L'infection par le virus de l'hépatite A ne provoque aucun signe clinique ni aucun symptôme décelable chez plus de 90 % des enfants et du fait que l'infection confère une immunité à vie, la maladie ne présente pas une importance particulière pour la population autochtone. En Europe, aux États-Unis et dans les autres pays industrialisés, en revanche, l'infection est contractée principalement par les jeunes adultes non immunisés, dont la plupart sont infectés par le virus au cours de voyages dans des pays présentant une forte incidence de la maladie.
L'hépatite A ne présente pas de risque d’évolution vers une forme chronique et ne provoque pas de lésion hépatique chronique. Après l'infection, le système immunitaire  fabrique des anticorps contre le virus de l'hépatite A qui confèrent au malade une immunité contre de futures infections. La maladie peut être prévenue par la vaccination et le vaccin contre l'hépatite A s’est révélé efficace pour le contrôle des foyers d’épidémie dans le monde entier.
 Mise en garde médicale

## Virus
Pour les articles homonymes, voir HAV.
Le virus de l'hépatite A (VHA) ou Hepatovirus A (en anglais, Hepatitis A virus ou HAV) est la seule espèce de son genre Hepatovirus de la famille des Picornaviridae. 

### Structure générale
Comme les autres picornavirus, il s’agit d’un virus à ARN sans enveloppe et entouré d’une capside protéique de structure icosaédrique, formée de 60 protomères composés chacun de 4 protéines (VP1 à VP4). Cette capside porte des dépressions appelées « canyons » constituant un site d'attachement du virus sur son récepteur cellulaire (de type mucine pour le VHA).

### Caractéristiques particulières
Il existe sept génotypes (quatre humains et trois simiens) du VHA, en rapport avec une origine géographique (intérêt épidémiologique), mais sans corrélation avec des conséquences cliniques (contagiosité, gravité...). En revanche, il existe un seul sérotype du virus : un individu infecté dans une partie du monde est immunisé dans le monde entier, ce qui facilite l'efficacité vaccinale.
Selon des études de paléogénomique et de paléovirologie, les VHA humains actuels seraient issus d'un ancêtre commun récent, il y a 1500 ans, ayant divergé d'un ancêtre commun plus ancien (il y a 3000 ans).

### Résistance aux agents physico-chimiques
Les picornavirus sont des virus nus (non enveloppés), donc résistants dans le milieu extérieur et très stables aux températures ambiantes. 
Le VHA est le plus résistant des  Picornaviridae.  Il est résistant à la dessication, aux températures négatives et à la chaleur jusqu’à 60 °C, aux acides (aussi bas que pH 3), aux solvants organiques (par exemple, l’éther, le chloroforme) et aux détergents,.
Il résiste à l'acidité gastrique. Dans le milieu extérieur, il peut persister de façon prolongée dans les matières fécales, les eaux souillées, et le sol. Il peut survivre pendant des mois dans l'eau douce et l’eau de mer, les fruits de mer (surtout bivalves) et les sédiments marins.
Le VHA est inactivé par une température de cuisson supérieure à 85°C en moins d'une minute, alors qu'après plus de 10 heures à 60°C son inactivation reste incomplète,.
Dans l'eau potable, et les eaux de piscine, il est inactivé partiellement par traitement au chlore. Sur les surfaces à désinfecter, il est éliminé par eau de javel.  En pratique de laboratoire, le VHA est inactivé par le formol, la bêta-propiolactone, et les ultraviolets.

## Transmission
La source principale de virus est l'excrétion fécale du sujet infecté. Le VHA est excrété en grandes quantités environ deux semaines avant l'apparition des premiers symptômes (ictère) ou des anticorps IgM anti-VHA dans le sang, et 2 à 3 semaines après,. Par PCR, le matériel génétique du virus peut être retrouvé jusqu'à 6 mois après, mais ce ne serait pas une forme infectieuse.
Le virus se propage par voie féco-orale et les infections se produisent souvent dans des circonstances de mauvaises conditions d'hygiène ou de promiscuité (logement de famille élargie ou avec grand nombre d'enfants, crèche, école maternelle, établissement pour handicapés).
La contamination se fait principalement de personne à personne (transmission manuportée ou « maladie des mains sales »), notamment chez les enfants et le personnel de cuisine qui sont asymptomatiques avec un faible niveau d'hygiène.
Des épidémies importantes peuvent survenir à la suite de la consommation d'eau contaminée ou d'aliments souillés (fruits de mers en eau contaminée, préparations culinaires par personnel infecté...). 
Les pratiques sexuelles de type digito-anales et oro-anales ont été décrites comme mode de transmission.
La transmission par voie parentérale (sang, partage de seringue...) est possible mais rare. Le virus a été détecté dans des liquides biologiques, comme la salive, mais à trop faible dose de courte durée pour être infectieux.
La transmission intra-utérine mère-fœtus est rare, et le plus souvent bénigne. L'ARN du virus a été détecté dans le lait maternel, mais ceci ne contre-indique pas l'allaitement au sein.

## Épidémiologie

### Paradoxe épidémiologique
Dans un pays donné, la transmission du VHA et sa séroprévalence (proportion de personnes développant des anticorps contre le VHA) dépendent étroitement des conditions socio-économiques (niveau général d'hygiène, accès à l'eau potable, traitement des eaux usées...). Mais les manifestations de l'hépatite A dépendent aussi de l'âge : elles sont le plus souvent bénignes ou inapparentes chez le petit enfant, pour être de plus en plus sévères avec l'âge de la première infection. Ceci entraine, dans ces conditions, un « paradoxe épidémiologique ».

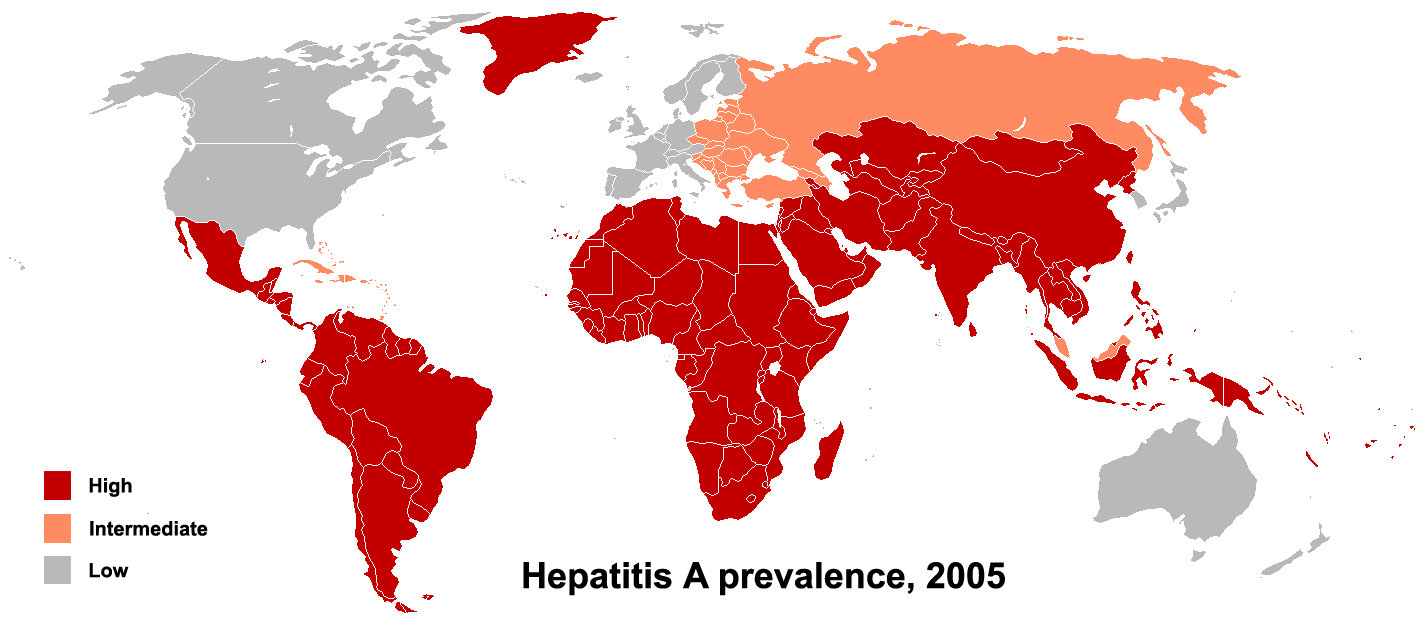
Séroprévalence mondiale de l’hépatite A en 2005

- Dans les pays à bas niveau d'hygiène, fortement endémiques, les enfants se contaminent très tôt (plus de 50 % à l'âge de 5 ans, plus de 90 % à l'âge de 10 ans). Ils s'immunisent à vie (« vaccination naturelle »), et l'hépatite A (en tant que maladie) n'est pas un problème de santé publique[14],[10].
- Dans les pays de niveau intermédiaire, avec l'amélioration socio-économique, la transmission du VHA se raréfie, l'âge de l'immunité naturelle recule (séroprévalence de 50 % à 20 ans), les infections avec symptômes augmentent, et les épidémies sont plus fréquentes, touchant plus souvent les enfants plus grands[10].
- Dans les pays riches, de haut niveau d'hygiène, une part très importante de la population n'est pas immunisée. En France, plus de 50 % des adultes sont séronégatifs à l'âge de 50 ans (ils n'ont jamais rencontré le VHA). Le nombre de cas est faible, mais avec un risque réel de gravité supérieure car touchant des sujets  plus âgés[10].

De façon paradoxale, l'amélioration du niveau d'hygiène des pays intermédiaires entraîne chez eux une phase de transition où le nombre de cas cliniques d'hépatite A augmente,. Selon l'OMS, le nombre mondial des cas d'hépatite A aiguë est estimé à 177 millions en 1990 et à 212 millions en 2005. Cette augmentation concerne surtout les tranches d'âge des 2-14 ans et des plus de 30 ans. Durant la même période le nombre de décès dus à l'hépatite A est passé d'environ 30 000 à 35 000 décès.  
En 2010, le nombre des cas mondiaux d'hépatite A symptomatiques est estimé à 13,7 millions, dont 28 000 décès ; en 2016, à plus de 7000 décès, soit 0,5% de la mortalité liée à l'ensemble des hépatites virales (autres que A). 

### Dans les pays développés
Historiquement, les enfants handicapés en institution étaient un groupe important de transmission. Depuis la fin du XXe siècle, dans les pays industrialisés, les groupes à risque plus élevé d'hépatite A sont,,.
- Les voyageurs internationaux revenant d'un séjour en pays à risques, notamment en zone rurale, trekking d'arrière-pays, alimentation et boisson de faible hygiène.
- Les collectivités d'enfants, trop jeunes pour respecter les règles d'hygiène.
- Les homosexuels masculins et les toxicomanes, surtout avec infection au VIH qui favorise une excrétion fécale prolongée du VHA.
- Les gens du voyage et les sans domicile fixe, en situation sanitaire précaire.

Le CDC estime qu’aux États-Unis, le nombre de nouveaux cas cliniques a fortement chuté (de près de 76 % des années 1990 aux années 2000) : plus de  7 000 cas reportés en 2003, contre 30 000 cas en 1997. Cependant, le système de surveillance ne détecte que les cas symptomatiques, et le nombre de cas inapparents (qui diffusent aussi le virus) est estimé à près de 10 fois supérieur, soit environ 271 000 cas chaque année de 1980 à 1999. 
En France, l'hépatite A est devenue une maladie à déclaration obligatoire en 2005. Depuis cette date, on observe en moyenne depuis 2005 une incidence de 2 nouveaux cas par an pour 100 000 habitants, soit près de 1100 à 1300 cas déclarés en France métropolitaine (697 cas en 2016, 3391 cas en 2017). La contamination a lieu en France à partir d'un autre cas dans l'entourage (46 %) ou lors d'un séjour hors-métropole (44 %). Un tiers environ des cas déclarés font partie d'un épisode épidémique de cas groupés. 

### Épidémies
En 1988, 300 000 personnes à Shanghai, en Chine ont été infectées par le VHA après avoir mangé des palourdes provenant d’une rivière contaminée par des eaux usées, plus de 8 000 personnes ont dû être hospitalisées dont plus de 90 % avaient entre 20 et 40 ans,. 
En 2003, une grande épidémie d'hépatite A aux États-Unis a frappé au moins 640 personnes (en tuant quatre) dans le nord-est de l’Ohio et le sud-ouest de la Pennsylvanie à partir d'un seul restaurant situé à Monaca. L’épidémie a été attribuée à des oignons verts contaminés, l'analyse génotypique a permis de situer l'origine de la contamination au Mexique, en zone de production (utilisation d'eaux usées pour irrigation ou d'enfants comme travailleurs agricoles).
En France, dans les années 2006-2015, des épidémies d'hépatite A ont concerné  la  consommation d’huîtres, de fruits rouges surgelés, de tomates séchées et des denrées alimentaires d'une boulangerie-pâtisserie.
En 2015-2017, une épidémie internationale de grande ampleur a d'abord touché les homosexuels de Taïwan, puis ceux de plusieurs pays européens dont la France. L'analyse génotypique a permis de démontrer qu'il s'agissait d'une même souche virale, en précisant les routes de transmission au sein des communautés homosexuelles.

## Pathogénie
Après avoir été ingéré, le virus de l'hépatite A (VHA) traverse les cellules épithéliales du pharynx ou de l'intestin pour envahir la circulation sanguine.
Dans le sang, le VHA circule sous une forme quasi-enveloppée, enfermé dans des vésicules membranaires. Cette forme appelée eVHA permet d'échapper aux défenses immunitaires. La virémie est de courte durée, ce qui explique l'absence ou la rareté de la transmission parentérale.
Le sang transporte le virus vers sa cible, le foie, où il se multiplie dans les hépatocytes et les cellules de Kupffer (c'est-à-dire, les macrophages du foie). Il n’existe apparemment pas de cytotoxicité directe du virus et le mécanisme des lésions hépatiques n'est pas encore clairement élucidé. L'atteinte du foie serait consécutive ou concomitante à la réaction immunitaire. Cette atteinte hépatique survient après 2 à 6 semaines d'incubation, et elle se résout spontanément en quelques semaines,.

## Symptômes
Les manifestations cliniques du VHA vont de l'infection asymptomatique (très fréquente) à l'hépatite fulminante (très rare mais très grave), toutefois l'hépatite A n'évolue pas en hépatite chronique.
La période d'incubation est variable de 10 jours à 6 semaines, en moyenne un mois.
L'apparition de formes symptomatiques est associée à l'âge du patient. Chez l'enfant de moins de 6 ans, moins de 30 % présentent des symptômes, alors que plus de 70 % des adultes infectés présentent des troubles durant 2 à 8 semaines. La fréquence des symptômes est variable selon les études, ils évoluent en deux phases :

### Début
Le début est souvent brutal, il se manifeste comme une hépatite virale aigüe non spécifique (il n'est pas possible de distinguer cliniquement le type exact du virus). 
La première phase est pré-ictérique, elle dure de 1 à 3 semaines. Il existe un syndrome pseudo-grippal, avec fièvre, asthénie intense, douleurs articulaires et abdominales, nausées ou vomissements. Moins souvent, on peut retrouver un rash cutané à type d'urticaire, une diarrhée. Chez l'enfant, les douleurs abdominales peuvent se présenter comme une urgence pseudo-chirurgicale.

### État
La fièvre et les douleurs s'atténuent et disparaissent, tandis qu'un ictère (jaunisse) apparait dans 40 à 80 % des cas.  Cet ictère s'accompagne de selles décolorées et d'urines foncées, plus rarement d'un prurit. L'examen note une hépatomégalie sensible, parfois une splénomégalie.
L’évolution est habituellement favorable en 10 à 15 jours avec une guérison sans séquelles. L'asthénie est la dernière à disparaitre, en pouvant persister plusieurs semaines. 
Les réinfections par le VHA sont fréquentes, surtout dans les zones d’endémie, mais restent infracliniques en raison du haut niveau de l’immunité acquise après primo-infection.

## Diagnostic
Environ 40 % des hépatites virales aiguës sont dues au VHA. Elles sont suspectées selon un contexte clinique (retour de séjour en zone d'endémie, cas d'hépatite A dans l'entourage du patient), mais le diagnostic de confirmation est biologique, principalement basé sur la sérologie (recherche d'anticorps IgM anti-VHA).

### Sérologie
Les anticorps  IgM spécifiques contre le  virus de l'hépatite A apparaissent précocement dès le début des signes cliniques, et un peu plus tard (2 à 5 jours) chez 6 à 11 % des sujets symptomatiques, ce qui peut amener un deuxième examen si la suspicion clinique persiste.
Le taux des anticorps totaux anti-VHA (IgM et IgG) s'élève pour être maximal vers deux à trois mois après la contagion.  Celui des IgM diminue ensuite rapidement pour disparaître vers la 14e semaine. Celui des IgG persiste à un titre élevé pendant des années, cette présence signifie que la personne est à l'abri d’une nouvelle infection. 
La recherche des IgM anti-VHA permet donc un diagnostic précoce de confirmation (diagnostic d'une hépatite aiguë), alors que celle des IgG anti-VHA est surtout à visée épidémiologique (études de séroprévalence).
La recherche d'IgM ou d'IgG peut être réalisée dans la salive (notamment pour les enfants en bas âge), mais ces tests ont une sensibilité moindre,.

### Virologie
Le virus de l'hépatite A peut être recherché par PCR  dans le sang (virémie), dans les selles, ou la salive. Ceci se fait surtout dans le cadre d'enquêtes sur l'origine ou la transmission d'épidémies.

### Bilan hépatique
Pendant la phase aiguë de l'infection, les autres examens de laboratoire montrent, :
- une cytolyse hépatique constante : les cellules hépatiques endommagées relarguent leur contenu enzymatique (transaminases) dans le sang, surtout l'Alanine aminotransférase (ALAT), qui peuvent se retrouver à des taux très élevés (20 à 40 fois les valeurs normales) mais qui, isolément, n'ont pas de valeur pronostique.
- une rétention biliaire dans le sang  : augmentation variable de la bilirubine avec prédominance de la bilirubine conjuguée.
- le taux de prothrombine est à rechercher systématiquement : une valeur inférieure à 40 ou 50 % pourrait indiquer un risque d'une hépatite fulminante (très rare, mais très grave).

Des examens d'imagerie (foie, vésicule biliaire...) peuvent être utiles selon les cas (doute diagnostique, comorbidités...).

## Complications
Les complications graves sont rares (létalité entre 0,1 % et 0,3 % ; 1,8 % parmi les plus de 50 ans), et il n’y a pas de passage à une forme chronique. 
On peut observer ,:
- des formes prolongées (10 à 20 % des cas) se caractérisant par une évolution sur plus de 6 mois.
- des formes avec rechutes (1 à  12 % des cas), le plus souvent rechute unique et moins intense, survenant après une guérison apparemment complète.
- des formes à rémission partielle (5 à 7 % des cas), avec cholestase prolongée, prurit et fatigue, en rapport avec une hépatite B chronique préexistante.

Plus rarement des complications extra-hépatiques, d'ordre immunologique, ont été décrites : neurologiques (comme le syndrome de Guillain-Barré), hématologiques  (anémie aplasique), rénales (insuffisance aiguë), cardiopulmonaires (épanchement pleural, épanchement péricardique),.
La sévérité de la maladie augmente avec l’âge et les comorbidités (maladie chronique du foie préexistante). L'évolution vers une hépatite fulminante A est très rare mais de pronostic très défavorable (jusqu'à 60 % de décès) malgré le recours possible à une transplantation hépatique en urgence.

## Traitement
Il n'existe pas de traitement spécifique de l'hépatite A. Il est conseillé aux patients de se reposer, d’éviter les aliments gras et l'alcool (qui peuvent être mal tolérés pendant quelques mois au cours de la phase de convalescence et provoquer des rechutes mineures), d’avoir une alimentation équilibrée, et de bien s’hydrater.
En général, le traitement est symptomatique (contrôle de la fièvre, des vomissements, d'un prurit...). L'éventualité de manifestations extra-hépatiques est à surveiller.

## Prévention

### Hygiène
L'hépatite A peut être prévenue par de bonnes conditions d’hygiène et d'assainissement. De manière générale, la prévention de l'hépatite A repose sur la lutte contre le péril fécal : toilettes correctes, tout-à-l'égout, purification de l'eau, lavage des mains, hygiène alimentaire. Les voyageurs se rendant en zone endémique devraient être informés des moyens de prévention contre le péril fécal.
Les patients de retour à domicile doivent désinfecter leurs toilettes à l'eau de javel diluée et ne pas partager les serviettes de toilette pendant trois mois après la guérison clinique.

### Vaccination
Les vaccins contre l'hépatite A contiennent des virus de l'hépatite A inactivés et induisent une immunité active contre l'infection par le virus de l'hépatite A.
Les vaccins contre l'hépatite A sont très efficaces et généralement bien tolérés. En France, plusieurs vaccins contre l'hépatite A sont commercialisés. Il existe des vaccins monovalents et des vaccins combinés (protection contre les hépatites A et B, ou contre l'hépatite A et la typhoïde). Pour les vaccins monovalents, le schéma vaccinal habituel comprend 1 dose suivie d'un rappel (1 dose) à administrer de préférence de 6 à 12 mois après la première injection. Cependant, cette deuxième dose peut éventuellement être administrée de façon plus tardive : jusqu'à 36 mois ou 5 ans après la première dose selon le vaccin.
Les données disponibles suggèrent que les anticorps anti-VHA persistent plusieurs années (au moins 10 ans) après la seconde dose. Pour certains vaccins, il est précisé dans le résumé des caractéristiques du produit qu'il n'est pas justifié d'administrer de nouvelles doses de vaccin aux sujets ayant reçu deux doses de vaccin.

## Référence biologique
- (en) ICTV : Hepatovirus A  (consulté le 1er février 2021)